# Alcindo Sartori
Alcindo Sartori (født 21. oktober 1967) er en tidligere brasiliansk fodboldspiller.
Han har spillet for flere forskellige klubber i sin karriere, herunder Kashima Antlers og Verdy Kawasaki.